# Dialektisk materialisme
Dialektisk materialisme er en filosofisk verdensanskuelse og en historiefilosofi. Den er baseret på skrifter af Karl Marx og Friedrich Engels og blev videreudviklet i Rusland og Sovjetunionen. Den anvender en dialektisk metode til at forklare verden på et materialistisk grundlag. Dens funktion er at bidrage til at forklare lovmæssigheder for udviklingen i samfundet og i bevidstheden.
Ifølge den dialektiske materialisme består verden af materie, der hele tiden er i bevægelse, og som blandt andet giver sig udtryk i menneskers praktiske virksomhed i samfundet. Materien betragtes som livsgrundlaget og erkendelseskilden for det menneskelige samfund.
Dialektisk materialisme og historisk materialisme (en videreudvikling af dialektisk materialisme) blev i 1930'erne den officielle fortolkning af marxismen i Sovjetunionen. Den blev udbredt i lærebøger i Sovjetunionen og senere i de østeuropæiske lande, og den blev eksporteret til Kina, men er nu afvist i brede kredse.

## Inspirationen fra Hegel
Den dialektiske materialisme bruger den dialektik, der stammer fra den tyske filosof Georg Wilhelm Friedrich Hegel (1770-1831). Hegel går ud fra, at virkeligheden består af modsætninger, som med nødvendighed frembringer forandringer. Et grundlæggende begreb er her ”ånden”, som er begrebet om en altomfattende, overindividuel bevidsthed, der udgør tilværelsens inderste væsen. Denne ånd indeholder – som alt andet – nogle modsætningsforhold. Den er dynamisk. Ånden kommer i modstrid med sig selv og skaber derved den materielle virkelighed. Den materielle og samfundsmæssige virkelighed er på samme tid en modsætning til ånden og et udtryk for ånden.
Hegels dialektik går nu ud på, at en tese altid giver anledning til en antitese (en modsætning). Derefter ophæves de to som selvstændige enheder, idet de begge ”går op i” syntesen. Syntesen udgør nu en ny tese, hvortil der dannes en ny antitese, som ophæves i en ny syntese, osv. Denne dialektiske bevægelse fører i retning af ”det absolutte”, som er alle tings organiske enhed.
Hegel mener, at verdenshistorien udvikler sig dialektisk, idet simple og modsætningsfyldte samfundsformer efterhånden afløses af mere komplekse og harmoniske samfundsformer. Skemaet tese-antitese-syntese er til en vis grad en forenkling af Hegels dialektik . Den bliver ikke benyttet af ham selv.

## Dialektikken hos Marx
Karl Marx (1818-1883) overtager Hegels dialektiske metode, men bruger den på mere konkrete problemer. De vigtigste modsætninger hos ham er de samfundsmæssige modsætninger. Her tænker han for eksempel på konflikten mellem samfundsklasserne indbyrdes. Et andet eksempel er konflikten mellem produktivkræfterne (mennesker, råstoffer og teknologi) på den ene side og de forhold, der produceres under, på den anden side.
Med hensyn til den sidste konflikt forklarer han den dialektiske udvikling således: Når produktivkræfterne vokser, vil de blive hæmmet af produktionsforholdene. Når konflikten mellem produktivkræfterne og produktionsforholdene når et kritisk punkt, vil den resultere i en ”syntese”: Produktionsforholdene bliver revolutioneret. Det var for eksempel det, der skete, da den feudale produktionsmåde blev afløst af den kapitalistiske produktionsmåde.
I de samfundsmæssige processer er der altså modsætninger, og det er disse modsætninger, der er drivkraften i enhver samfundsmæssig udvikling. Som et resultat af modsætningernes sammenstød bliver der tilvejebragt en løsning. Tese og antitese skaber en modsigelse, hvis løsning er i syntesen af begge. Syntesen, der befinder sig på et højere plan, bevarer de positive elementer i både tesen og antitesen. Syntesen er altså ikke en fuldstændig annullering af det, der befinder sig på det forudgående plan.
Et eksempel herpå er modsigelsen mellem på den ene side det kapitalistiske samfund og de goder, der er kommet med det, og på den anden side modstanden mod det kapitalistiske samfunds negative sider (f.eks. udbyttelsen af arbejderklassen). Denne modsigelse medfører en udvikling frem mod det kommunistiske samfund, som både indeholder goderne fra det kapitalistiske samfund og goderne ved modstanden mod dets negative sider.
En pointe hos Hegel er, at den åndelige virkelighed ”kommer først”. Den er overordnet den materielle og samfundsmæssige virkelighed, og den bestemmer, hvordan historien forløber. Marx vender denne historieopfattelse ”på hovedet” og siger, at det er de materielle forhold, der bestemmer, hvordan verden og dens udvikling forløber. Det er ikke ånden, der er det grundlæggende, siger han. Tværtimod; det er det materielt-økonomiske og arbejdet, der danner grundlaget for alt andet, herunder det bevidsthedsmæssige. Han siger: ”Det er ikke menneskets bevidsthed, der bestemmer dets væren, men omvendt dets samfundsmæssige væren, der bestemmer dets bevidsthed.”
Marx opstiller altså i forhold til Hegel den modsatte rækkefølge af årsag og virkning. I vekselvirkningen mellem tænkningen og den samfundsmæssige væren er det den samfundsmæssige væren, der er den primære. Han benægter dog ikke, at tænkningen også udøver en indflydelse på den samfundsmæssige væren. Som han siger: ”"Den materialistiske lære, at menneskene er produkter af omstændighederne og opdragelsen, at forandrede mennesker altså er produkter af andre omstændigheder og forandret opdragelse, glemmer, at omstændighederne netop forandres af menneskene."”

## Inspirationen fra Darwin
Den dialektiske materialisme er ikke blot inspireret af elementer fra Hegels filosofi. Den er også inspireret af Darwin og hans evolutionslære, specielt hans lære om fremkomsten af nye egenskaber i evolutionens forløb. Som Z. A. Jordan skriver: "Engels gjorde konstant brug af den metafysiske indsigt, at det højere eksistensplan udgår fra og har sine rødder i det lavere; at det højere plan udgør en ny værensorden med dens irreducible love; og at denne proces af evolutionær fremgang er styret af udviklingens love, som afspejler grundlæggende egenskaber i ’materie i bevægelse som en helhed’."
En sovjetisk filosofisk encyklopædi fra 1960'erne beskriver evolutionen i naturen således: "Hele denne serie af former (mekaniske, fysiske, kemiske, biologiske og sociale) er fordelt i overensstemmelse med kompleksitet fra lavere til højere. Denne serieform udtrykker deres gensidige bånd med hensyn til struktur og med hensyn til historie. De generelle love for de lavere former for bevægelse af materie bevarer deres gyldighed for alle de højere former, men de er undergivet de højere love og har ikke en fremtrædende rolle. De forandrer deres aktivitet på grund af forandrede omstændigheder. Love kan være generelle eller specifikke, afhængigt af deres anvendelsesomfang. De specifikke love falder ind under de specielle videnskaber, og de generelle love er den dialektiske materialismes område."